# Ульфхильда Хаконсдоттер
Ульфхильда Хаконсдоттер (Вульфхильда; швед. Ulfhild, англ. Wulfhild, Wolfhild, ок. 1095 — ок. 1148) — средневековая скандинавская королева, дважды королева Швеции (ок. 1117 — ок. 1125 и ок. 1134 — ок. 1148) и единожды королева Дании (ок. 1130 — ок. 1134). В первом браке была супругой короля Швеции Инге Младшего, в втором — короля Дании Нильса, а в третьем — короля Швеции Сверкера I. Она называется как роковой женщиной средневековой Скандинавии, а также как благодетельницей католической церкви.

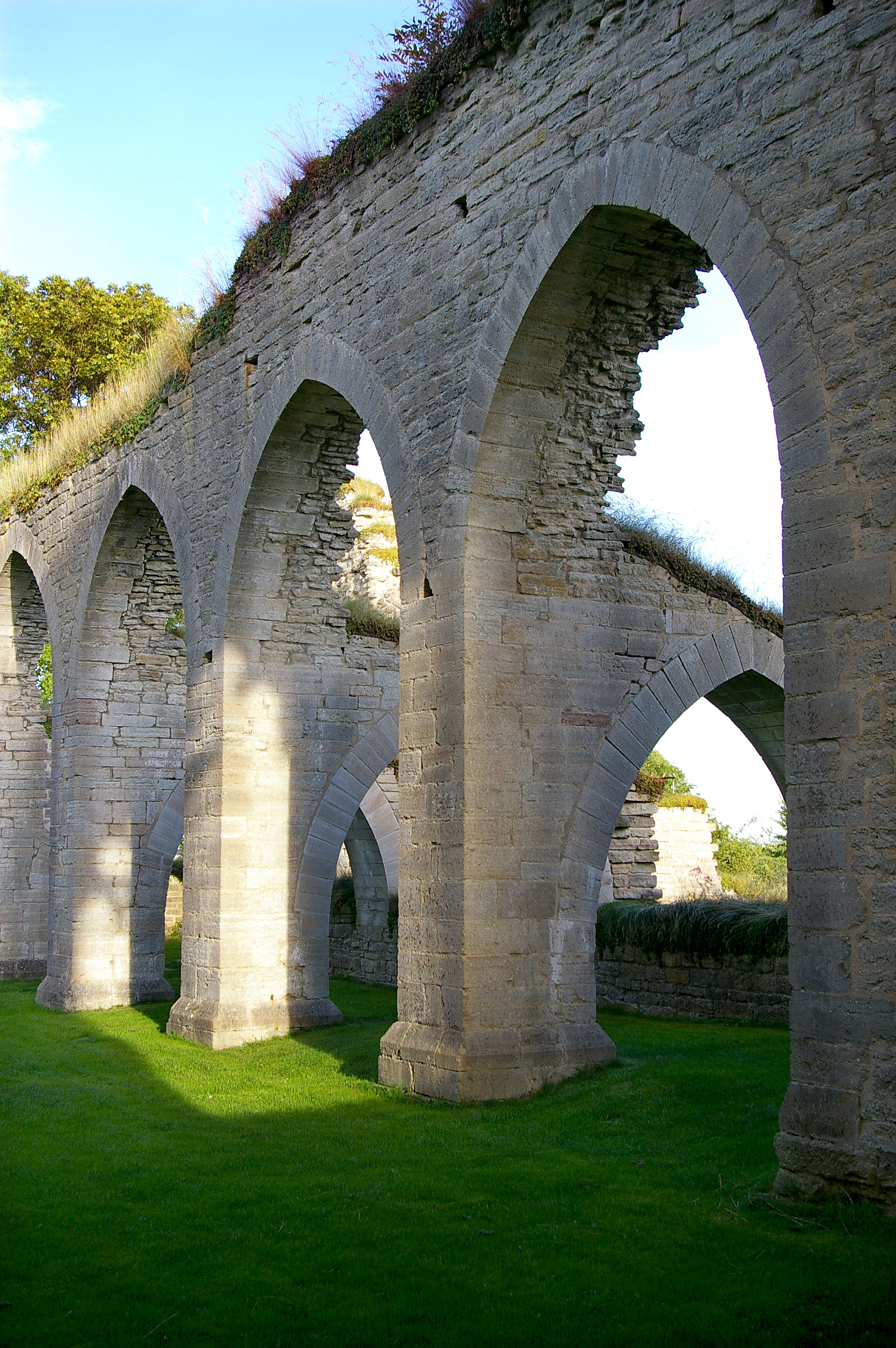
Ульфхильда Хаконсдоттер, королева Швеции и Дании, предположительно похоронена в монастыре Альвастра.

## Биография
Ульфхильда Хаконсдоттер родилась в Норвегии. Сага «Красивая кожа» называет её отцом норвежского магната Хакона Финнсона. Имя её матери не сохранилось, однако современные историки предполагают, что её матерью могла быть бывшая королева Норвегии и Дании Маргарет Фредкулла, дочь Инге Старшего.

### Первый брак
Юная Ульфхильда была выдана замуж за шведского короля Инге Младшего примерно в 1116/17 годах. У них не было детей. Инге был младшим из двух правящих братьев. Старший брат, король Филипп, умер в 1118 году при неизвестных обстоятельствах, оставив Инге единственным правителем. Краткая хроника в «Законе Готланда» гласит, что король Инге умер от злого напитка в Эстергётланде. Некоторые более поздние источники называют местом убийства аббатство Врета. Это случилось до 1129 года, хотя точная дата неизвестна.

### Второй брак
Через некоторое время после смерти короля Инге Ульфхильда переехала в Данию, а не вернулся в Норвегию. Возможно, она сделала это, чтобы потребовать убежища: у неё по всей видимости были родственники и союзники в Дании, в то время как в Швеции была политическая нестабильность. Она вышла замуж за короля Дании Нильса после смерти его первой жены, Маргарет Фредкуллы из Швеции около 1130 года. Брак примерно совпал с провозглашением сына Нильса Магнуса Сильного королём в некоторых частях Швеции. Тем не менее, Ульфхильда натравила своего пасынка Магнуса на его двоюродного брата и соперника Кнуда Лаварда. Кнуд был в конечном итоге убит Магнусом в 1131 году.
В Дании началась гражданская война, когда Нильс и Магнус выступили против претендента Эрика Эриксона. Брак между Нильсом и Ульфхильдой не был гармоничным, к тому же Нильс был на 20–30 лет старше своей жены. Летописец Саксон Грамматик пишет о драматическом расставании: «Между тем шведы, когда они услышали, что Магнус был занят войной в Дании, провозгласили своего соотечественника по имени Сверкер, человека низкого происхождения, своим королём; не потому, что они его настолько ценили, но потому, что не хотели, чтобы им правил иностранец. Поскольку во главе они привыкли иметь соотечественника, они не могли согласиться с тем, чтобы ими правил иностранец. Нильс женился на Ульфхильде из Норвегии после смерти Маргарет. Сверкер писал ей и попросил о её любви. Вскоре после этого он тайно увёз её от мужа и заставил выйти за него замуж. С этой любовницей, которую он ложно назвал своей женой, он прижил сына Карла, который стал королём после него».

### Третий брак
Побег Ульфхильды из Дании не датирован, но должен был иметь место между 1132 и 1134 годами. Любопытная история побега может быть объяснена позицией Ульфхильды. Будучи вдовой Инге II, она имела владение и влияние вымершего дома Стенкилей. Когда её пасынка Магнуса выслали из Швеции, брак с Ульфхильдой узаконил восхождение Сверкера на престол, который не был королевских кровей. Насколько известно, не было никаких возражений (кроме частичного саксонского) против её третьего брака или против законности её детей. Напротив, клерикальные хроники высоко отзываются об Ульфхильде, так как она была благодетельницей церкви. По инициативе Ульвхильды были приглашены цистерцианцы, которые основали аббатство Альвастра и Нидала в 1143 году. Альвастра была основана на земле, которая была частью свадебного дара Сверкера Ульфхильде.
Ульфхильда умерла между 1143 и 1150 годами, пробыв королевой как минимум десять лет. Сверкер женился во второй раз на Рихезе Польской, вдове Магнуса, короля Гётеленда, соперника и противника Сверкера. Это также был политически мотивированный брак, который, возможно, был направлен на то, чтобы привлечь последние остатки партии Магнуса к Сверкеру.

## Семья и дети
Хотя Ульфхильда трижды выходила замуж, известно лишь о четырёх выживших детях — все от её третьего брака с королём Швеции Сверкером.
- Хелена Сверкерсдоттер (расцвет 1157), королева Дании, в 1156 году вышла замуж за Кнуда V. Позже монахиня в монастыре Врета.
- Йохан Сверкерссон (ум. ок. 1152), ярл, убит крестьянами в последние годы правления отца.
- Карл Сверкерссон (ум. 1167), после убийства отца правил частью территорий Гёталанда, позже получил трон Швеции от династических соперников Эрика IX и Магнуса Хенриксена.
- Ингегерд Сверкерсдоттер (ум. 1204), аббатиса монастыря Врета.